# Утёнков, Михаил Дмитриевич
Михаил Дмитриевич Утёнков (1893—1953) — русский медик, создатель методики непрерывного культивирования микроорганизмов в биореакторе.

## Биография
Родился в Баку в 1893 году. В 1904—1912 годах учился в 10-й Московской гимназии, затем на медицинском факультете Московского университета, который окончил в 1916 году с отличием. 
С 1916 года — ординатор Московского ракового института, с 1917 года — санитарный врач в Ленинграде. С 1918 года участвовал в Гражданской войне в качестве полкового врача и в 1919 году был контужен с переломом трёх ребер. Был назначен начальником Ленинградского Санпросветотдела Главного санитарного управления РККА. Для экспериментального театра Санпросвета народного комиссариата здравоохранения написал несколько пьес в рамках программы борьбы с проституцией и венерическими заболеваниями: Заклейменные позором: пьеса в 3-х действиях (сюжет заимствован) : Репертуар Экспериментального театра Санпросвета НКЗ и Художественно-санитарно-просветительной студии О. В. Рахмановой. — [2-е изд.]. — [Москва : изд. авт., 1924]. — 31, [1] с. — ([Санитарно-просветительный театр; Вып. 1]); Холерный год; [Жертва грязи ; Полька-дуэт]: Инсценировка в 4 картинах М. Д. Утенкова. (По Диэзу): Репертуар Худож.-сан.-просвет. студии О. В. Рахмановой. — [Москва: изд. авт., 1924]. — 16 с. — ([Санитарно-просветительный театр]; Вып. 4). Пьесы: Знахарство — дебри тьмы. [По тексту В. И. Широкова]. Банный рай. — М., 1924. — 16 с. — ([Репертуар экспериментального театра Санпросвета НКЗ. Санитарно-просветительный театр]; Вып. 8); Проституция и беспризорность: Пьесы. — Москва: изд. авт., 1925. — 20 с. — ([Санитарно-просветительный театр]; Вып. 14).
В 1921—1925 годах был помощником заведующего сывороточно-вакцинным отделом института им. И. И. Мечникова, затем (1925—1929) — научный сотрудник Красно-Советской больницы им. С. П. Галицкого. В 1927 году появилась его первая научная публикация: «Сферуляция микроорганизмов» (с предисл. проф. С. С. Стериопуло. — Москва, 1927 (типо-лит. О.Г.П.У. им. т. Воровского). — 24 с.: черт.). В 1929 году назначен ассистентом кафедры микробиологии 1-го Московского медицинского института; с 1931 года — профессор и заведующий этой кафедрой. В 1939 году защитил диссертацию доктора медицинских наук на тему «Микрогенерирование» — в 1941 году его докторская диссертация была напечатана в издательстве «Советская наука»; затем появилась публикация по этой теме: Длительное микрогенерирование // Микробиология. — 1944. — Т. 13. — № 6. — С. 310—313.
В 1940 году принят в ВКП(б). В октябре 1941 года был эвакуирован в Уфу в связи с работой по оборонной тематике. В 1942 году восстановлен в должности заведующего кафедрой института. В 1944 году исключён из партии, а в следующем году был освобождён от должности заведующего кафедрой с запрещением вести преподавательскую работу с формулировкой «за недостойное использование служебного положения». Одновременно с заведованием кафедрой он, с 1942 по 1948 год, заведовал микробиологической лабораторией в Институте патологии и терапии интоксикаций АМН СССР, работавшей по оборонной тематике; в 1948 году в связи с ликвидацией лаборатории был переведён на должность старшего научного сотрудника, а затем утверждён в должности заведующего лабораторией геморрагических лихорадок Института вирусологии АМН СССР. В 1946 году им, совместно с Г. С. Захаровой, был получен патент «Непрерывный процесс для продукции молочной кислоты посредством ферментации».
М. Д. Утёнков и его жена Мария Казимировна 28 августа 1953 года покончили жизнь самоубийством (повесились) в своей квартире на Софийской набережной (д. 36, кв. 7а).